# Luminator Bernocchi
Luminator Bernocchi è una lampada da terra progettata nel 1926 ideato e prodotto dall'imprenditore e stilista Antonio Bernocchi  che commissionò il disegno tecnico al giovane architetto italiano Luciano Baldessari.
Il prototipo fu presentato a Milano nel 1929 e poi a Expo 1929 di Barcellona.

## Descrizione
Baldessari progettò la lampada Luminator Bernocchi in due versioni, la seconda snellita solo del pesante basamento, che prese il nome di Luminator Bernocchi Barcellona, perché era necessario trasportarlo all'esposizione Expo di Barcellona su volontà di Antonio Bernocchi.
L'idea era quella di creare una scultura di lampada ispirata alla simulazione di una giravolta di ballerina, così indefinibile, senza tempo. Nel momento in cui lo studio delle forme nel industria erano dedicate esclusivamente al mondo del trasporto aereo e automobilistico per ragioni strettamente funzionali all'aerodinamicità, la volontà fu di creare un primo prodotto che fornisse l'opportunità all'artigianato e agli oggetti d'arte di divenire funzionali alla produzione industriale italiana.
Si sviluppa così il concetto di una lampada con la funzione anche di manichino metallico.

## Produzione
Il Luminator Bernocchi fu presentato al pubblico per la prima volta a Milano, presso il Padiglione Bernocchi della X Fiera Internazionale di Moda e Tessuti, e poi all'Esposizione internazionale di Barcellona, Expo 1929, snellito del grande basamento.
Il brevetto fu concesso nel 1931.
Su mandato di Antonio Bernocchi fu poi prodotto da un'azienda specializzata in lampade da terra a illuminazione indiretta nata alla fine degli anni venti, la Luminator Italiana. 
Fu poi prodotta da "Luceplan". Oggi è esposto al Museo Triennale di Milano.